# Moqa
Moqa (tiếng Ả Rập: موقة) là một ngôi làng Syria nằm ở Hish Nahiyah ở huyện Maarrat al-Nu'man, Idlib. Theo Cục Thống kê Trung ương Syria (CBS), Moqa có dân số 1118 trong cuộc điều tra dân số năm 2004.